# Францисканский венчик

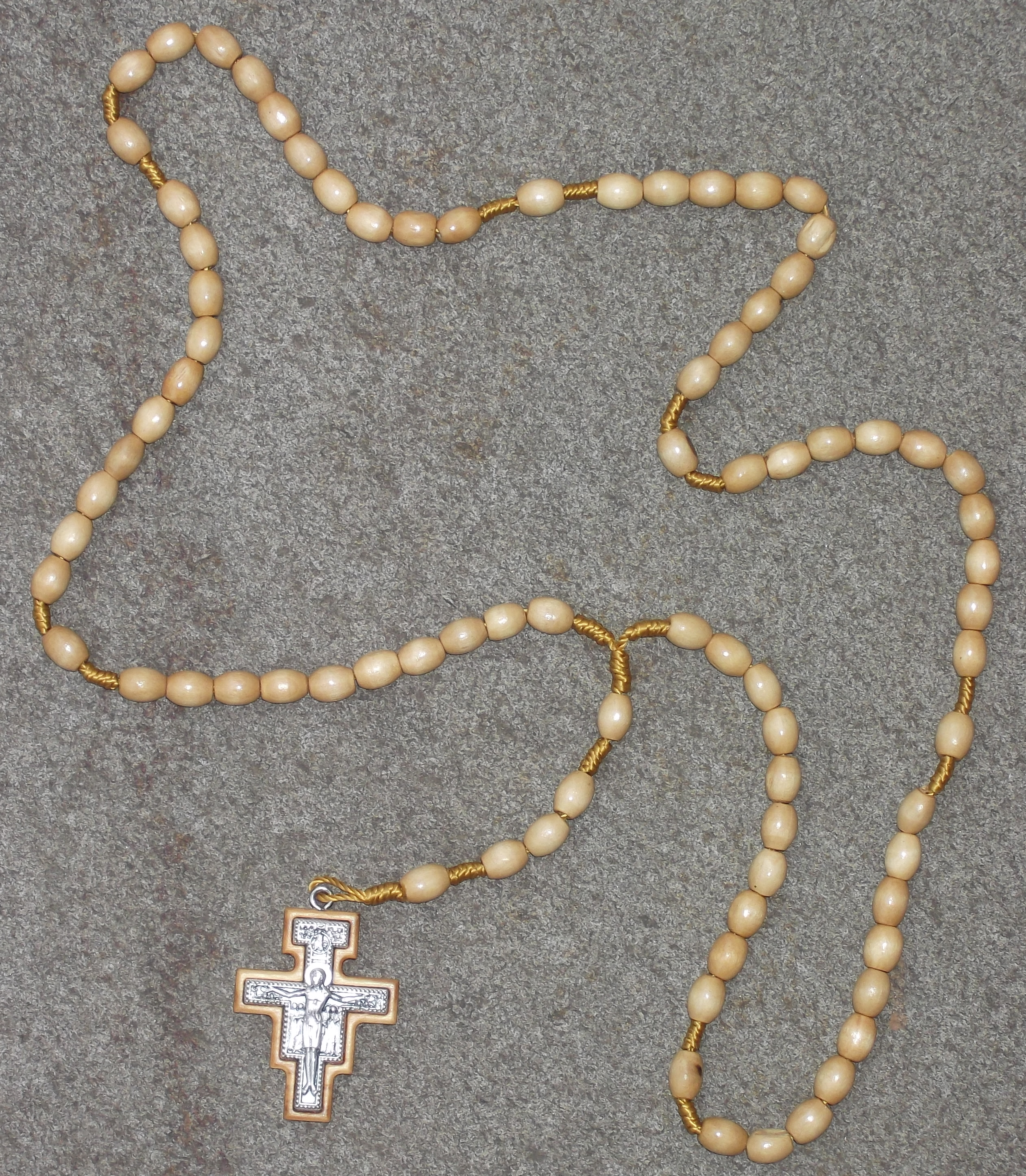
Францисканский венчик

Франциска́нский ве́нчик, францисканская корона, серафический розарий — особый семидекадный розарий, посвящённый семи радостям Девы Марии.
Появился в среде монахов-францисканцев.

## Венчик

### Вступительная часть
1. Вначале совершается крестное знамение.
2. Произносится Апостольский Символ веры.
3. «Отче наш».
4. 3 раза «Радуйся, Мария».
5. «Слава».

### Основная часть
Размышляя над каждой радостью, читается «Отче наш», 10 раз «Радуйся, Мария» и «Слава».
Тайны семи радостей Девы Марии:
1. Благовещение Пресвятой Девы Марии (Лк. 1:26—33; 38).
2. Посещение Елизаветы Пресвятой Девой Марией (Лк. 1:39—45).
3. Рождество Христово (Лк. 2:1—7 или 2:6—12).
4. Поклонение волхвов (Мф. 2:1—2 и 9—11).
5. Обретение Отрока Иисуса в Иерусалимском храме (Лк. 2:41—51).
6. Воскресение Господне (Мк. 16:1—7; Лк. 24:36—41; Ин. 20:19—22).
7. Успение и коронование Девы Марии (Лк. 1:46—55; Пс. 45:11—14 (44:11—14); Отк. 12:1; 5, 6).

### Заключительная часть
2 «Радуйся, Мария».